# Pedicularis acaulis
La pedicolare primaticcia (nome scientifico Pedicularis acaulis Scop., 1771)  è una pianta parassita appartenente alla famiglia delle Orobanchaceae.

## Etimologia
Il nome generico (Pedicularis) deriva da un termine latino che significa "pidocchio" e si riferisce alla convinzione che queste piante infestino di pidocchi il bestiame al pascolo; altri giustificano l'etimologia del nome del genere all'opposto, ossia in quanto si pensa che queste piante liberino la testa dai pidocchi. L'epiteto specifico (acaulis) significa "fiore privo di stelo" (senza caule o gambo).
Il nome scientifico della pianta è stato definito per la prima volta dal medico e naturalista italiano Giovanni Antonio Scopoli (Cavalese, 3 giugno 1723 – Pavia, 8 maggio 1788) nella pubblicazione "Flora Carniolica Exhibens Plantas Carniolae Indigenas et Distributas in Classes Naturales cum Differentiis Specificis, Synonymis Recentiorum, Locis Natalibus, Nominibus Incolarum, Observationibus Selectis, Viribus Medicis. Editio Secunda Aucta et Reformata. Viennae - Ed. 2. 1: 439. 1771" del 1771.

## Descrizione

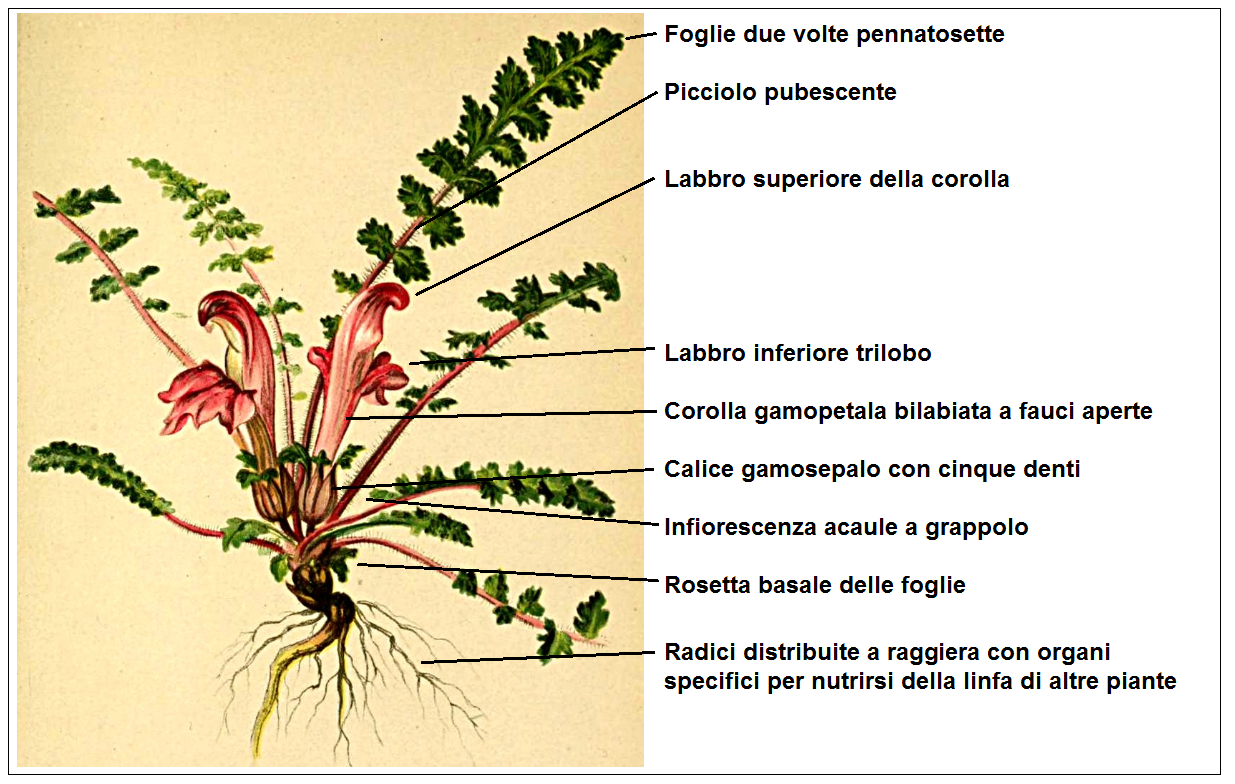
Descrizione delle parti della pianta

Queste piante sono alte da 5 a 12 cm. La forma biologica è emicriptofita rosulata (H ros), ossia in generale sono piante erbacee, a ciclo biologico perenne, con gemme svernanti al livello del suolo e protette dalla lettiera o dalla neve e hanno le foglie disposte a formare una rosetta basale. Sono piante parassite: le radici mostrano organi specifici per nutrirsi della linfa di altre piante.

### Radici
Le radici, grosse e carnose, si distribuiscono a raggiera cercando di raggiungere le radici di altre piante per succhiarne la linfa.

### Fusto
La parte aerea del fusto è nulla.

### Foglie
Le foglie sono tutte disposte a rosetta basale (non sono presenti foglie cauline). La lamina è due volte pennatosetta; sono pubescenti sul picciolo e sul rachide (i segmenti delle foglie sono glabri). Dimensione delle foglie: 5 – 10 cm.

### Infiorescenza
Le infiorescenze sono dei grappoli con fiori peduncolati (i peduncoli sono lanosi e inseriti al centro della rosetta basale). Lunghezza dei peduncoli: 1 – 3 cm.

### Fiore
I fiori sono ermafroditi, zigomorfi (del tipo bilabiato), tetrameri, ossia con quattro verticilli (calice – corolla - androceo – gineceo) e pentameri (la corolla e il calice sono a 5 parti). Lunghezza del fiore: 30 – 40 mm.
- Formula fiorale: per questa pianta viene indicata la seguente formula fiorale:

X, K (5), [C (2+3), A 2+2], G (2), (supero), capsula
- Calice:il calice è gamosepalo con cinque denti diseguali (la base del calice è un tubo campanulato) e con superficie pubescente; i denti del calice sono lunghi quanto la parte tubolare. Dimensione del calice: larghezza 5 mm; lunghezza 15 – 20 mm.
- Corolla: la corolla, a forma più o meno cilindrica, è gamopetala bilabiata a fauci aperte e cigliata; il labbro superiore è leggermente curvato con apice arrotondato; quello inferiore è patente con tre lobi ottusi. Il colore della corolla è bianco con bordi tinti di rosso. Lunghezza della corolla: 30 – 35 mm.
- Androceo: l'androceo possiede quattro stami didinami (due grandi e due piccoli). I filamenti sono inseriti più o meno alla base della corolla. Le antere, dissimulate sotto il cappuccio del labbro superiore sono strettamente unite da una fitta peluria. La maturazione del polline è contemporanea allo stigma.[11]
- Gineceo: l'ovario è supero formato da due carpelli ed è biloculare. Lo stilo inserito all'apice dell'ovario è del tipo filiforme; lo stigma è semplice ed è protruso oltre il cappuccio della corolla in modo da evitare l'auto-impollinazione.[11]
- Fioritura: da aprile a giugno.

### Frutti
Il frutto è una capsula loculicida bivalve a forma compresso-globosa (a maturità è più lunga del calice). I semi sono pochi a forma angolosa.

## Riproduzione
- Impollinazione: l'impollinazione avviene tramite insetti (impollinazione entomogama).
- Riproduzione: la fecondazione avviene fondamentalmente tramite l'impollinazione dei fiori (vedi sopra).
- Dispersione: i semi cadendo a terra sono dispersi soprattutto da insetti tipo formiche (disseminazione mirmecoria).

## Distribuzione e habitat

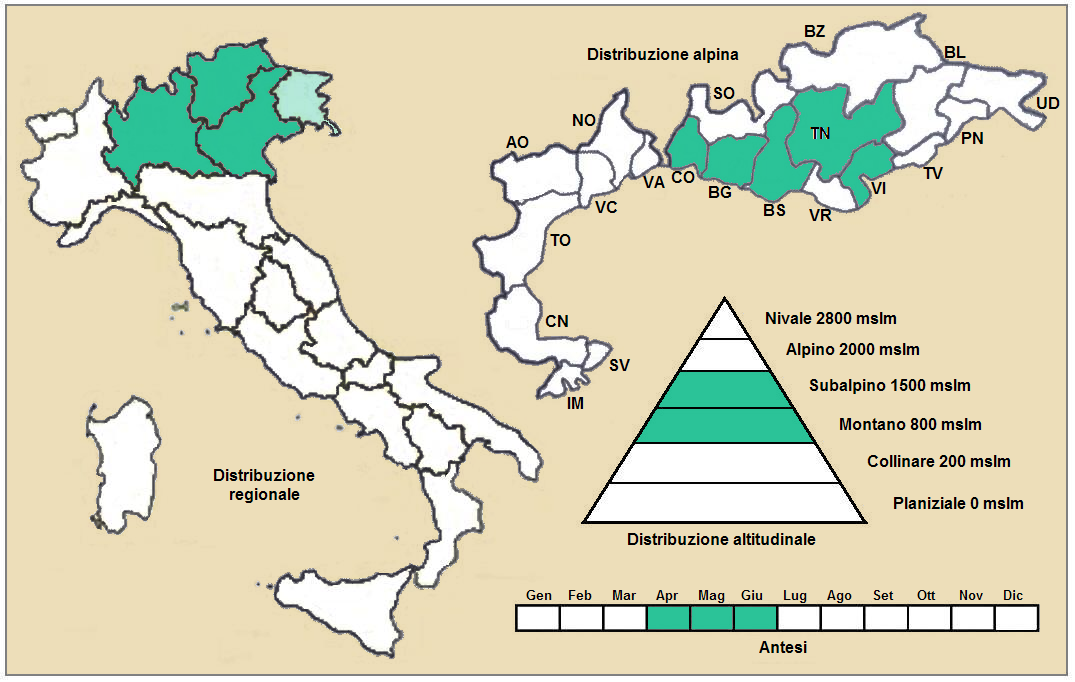
Distribuzione della pianta
(Distribuzione regionale – Distribuzione alpina)

- Geoelemento: il tipo corologico (area di origine) è Sub-Endemico o anche Est-Alpico / Illirico.
- Distribuzione: in Italia è una specie rara ed è presente nel Nord-Est a quote montane. Nelle Alpi è presente nella parte Centro-Orientale e in Slovenia. Sugli altri rilievi europei collegati alle Alpi si trova nelle Alpi Dinariche.
- Habitat: l'habitat tipico sono i pascoli, le praterie rase, le radure, le schiarite e le strade forestali e gli arbusteti meso-termofili. Il substrato preferito è calcareo con pH basico, bassi valori nutrizionali del terreno che deve essere mediamente umido.
- Distribuzione altitudinale: sui rilievi queste piante si possono trovare da 400 fino a 1500 m s.l.m.; frequentano quindi i seguenti piani vegetazionali: montano e subalpino.

### Fitosociologia
Dal punto di vista fitosociologico Pedicularis acaulis appartiene alla seguente comunità vegetale:
Formazione: delle comunità a emicriptofite e camefite delle praterie rase magre secche.
Classe: Festuco-Brometea
Ordine: Scorzonero-Chrysopogonetalia
Alleanza: Scorzonerio villosae
Associazione: Hypochoeridenion maculatae

## Tassonomia
La famiglia di appartenenza della specie (Orobanchaceae) comprende soprattutto piante erbacee perenni e annuali semiparassite (ossia contengono ancora clorofilla a parte qualche genere completamente parassita) con uno o più austori connessi alle radici ospiti. È una famiglia abbastanza numerosa con circa 60 - 90 generi e oltre 1700 - 2000 specie (il numero dei generi e delle specie dipende dai vari metodi di classificazione) distribuiti in tutti i continenti. Il genere Pedicularis comprende 400-500 specie (il genere più numeroso della famiglia con distribuzione quasi cosmopolita - manca in Africa e Australia) delle quali 23 sono presenti nella flora spontanea italiana.

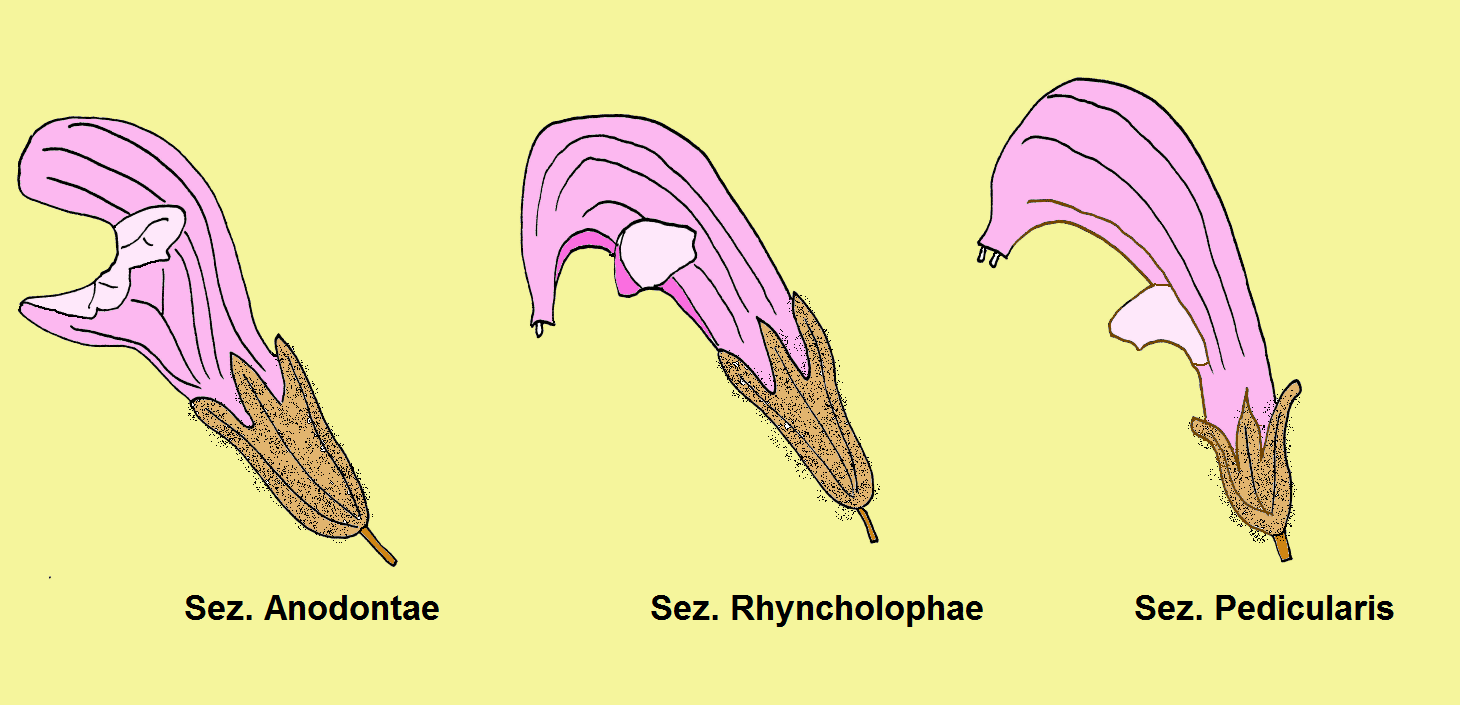
Le tre sezioni del genere

La classificazione del genere è difficile in quanto la forma del fiore è molto simile tra specie e specie; inoltre il colore della corolla nel secco è indistinguibile. Pignatti nella "Flora d'Italia" divide le specie spontanee della flora italiana in tre gruppi in base alla forma del labbro superiore (vedi il disegno):
- Sez. Anodontae: l'apice del labbro superiore della corolla è arrotondato (né rostrato e né dentato).
- Sez. Rhyncholophae: il labbro superiore della corolla è più o meno falcato e termina in un becco allungato.
- Sez. Pedicularis: il labbro superiore della corolla è provvisto di due dentini sotto la parte falcata.

La specie P. acaulis appartiene alla sez. Anodontae.

### Filogenesi
Secondo una recente ricerca di tipo filogenetico la famiglia Orobanchaceae è composta da 6 cladi principali nidificati uno all'interno dell'altro. Il genere Pedicularis si trova nel quarto clade (relativo alla tribù Pedicularideae). All'interno della tribù il genere è in posizione "gruppo fratello" al resto dei generi della tribù.

## Altre notizie
Il pedicolare acaule in altre lingue è chiamato nei seguenti modi:
- (DE)  Stängelloses Läusekraut
- (FR)  Pédiculaire sans tige